# Barreras (Azua)
Barreras es un distrito del municipio de Azua, que está situado en la provincia de Azua de la República Dominicana.

## Localización
Se localiza en una meseta al pie de la Sierra Martín García.
Barreras limita al norte con la sección de Ranchería (perteneciente al distrito municipal de Puerto Viejo); al este con la sección Los Negros (distrito municipal de Puerto Viejo); al sur con el Mar Caribe y al oeste con la loma El Curro, enclavada en el municipio de Jaquimeyes (provincia Barahona).

## Demografía
Para el censo de población de 2010 contaba con 2 364 habitantes, de los que 2 018 vivían en la zona urbana. Es el distrito municipal con menor población del municipio de Azua, después de Puerto Viejo.

## Etimología
Según los lugareños, el nombre de este distrito municipal viene del hecho de que hace muchos años (en una fecha no especificada) vivía una familia de apellido Barreras en la parte baja del pueblo, mientras que otra, de apellido Ordaz, vivía en la parte alta. De ahí se dice que la sección Mordán lleva su nombre. El cronista Luis Joseph Peguero señala que un español de nombre Sebastián Barreras poseía unos terrenos por donde descendió el cacique Enriquillo en la sublevación de 1533.

## Secciones municipales
Está formado por las secciones municipales de:
| Nombre                 | Código     |
| ---------------------- | ---------- |
| Barreras (Zona urbana) | 0502010601 |
| Mordán                 | 0502010602 |

## Geografía

### Fisiografía y geología
Barreras se enclava en una llanura de bosque seco tropical con algunas áreas de bosque espinoso . Es un bosque fosilizado formado en el Mioceno. Todo su territorio estuvo cubierto por las aguas. Dentro de los confines de Barreras se encuentra la vertiente sureste del Parque Nacional Sierra Martín García, que se ubica al suroeste del distrito municipal.

### Hidrografía
Al estar ubicado en una zona árida, en Barreras no hay ríos significativos. El arroyo Mordán (o Barreras) es el único acuífero de corriente permanente que suple de agua a la comunidad.

### Clima
El clima de Barreras es caluroso y alcanza temperaturas cercanas a los 38 °C ,  mediando un régimen de lluvias bimodal marcado por una época lluviosa en mayo-junio y agosto-noviembre, y una época de sequía en diciembre-abril y julio. Las precipitaciones están en el orden de los 600 mm por año. Los meses más calurosos son julio y agosto y los más frescos enero y febrero.

### Bioma
En la zona crecen tres tipos de plantas fosilizadas: el yagrumo (Cecropia peltata), la Nectandra coriacea y la mara o baría (Calophyllum calaba). En esta zona hay predominancia de cactáceas, como son la alpargata, la guazábara, el cayuco y otras plantas como uña de gato, bayahonda blanca, cerecita cimarrona, zarza y almácigo. En algunos lugares puede encontrarse la gramínea espartillo y el maguey.

## Historia
En Barreras se encuentra el asentamiento indígena más antiguo de La Española. Los grupos que habitaron Barreras fueron los primeros habitantes de La Española, y han sido denominados barreroides o mordanoides, que posiblemente empezaron a habitar allí en torno a los años 2800-2600 a. C., atraídos por las minas de sílex presentes en la zona Estos grupos posiblemente migraron desde Centroamérica y se dedicaban a la recolección y a la caza. Utilizaban herramientas hechas de sílex y, en menor medida, de concha.
Según los lugareños, para los años 50 y 60 del siglo XX, por la zona de la punta Martín García se embarcaban grandes cantidades de madera de palosanto (Guaiacum sanctum) y guayacán (Guaiacum officinale), así como de otras especies de maderas preciosas.
Barreras era una sección que pertenecía al distrito municipal de Pueblo Viejo. Fue elevada a distrito municipal el 22 de noviembre de 2005, mediante la Ley 501-05. Sus primeras autoridades locales fueron elegidas el 16 de mayo de 2010, resultando electo Luis Hernán Méndez Vargas, del Partido Revolucionario Dominicano (PRD), como director, con un 51.2% de los votos, frente al candidato del Partido de la Liberación Dominicana (PLD), que obtuvo un 48.6% de los sufragios.
En las elecciones municipales del 15 de mayo de 2016 resultó elegido como director Edybulgo Díaz Méndez (PRD), derrotando con un 50.3% a Hernán Méndez (PRM), quien obtuvo un 49.4% de los votos. En las del 15 de marzo de 2020, Díaz Méndez obtuvo la reelección con el 51.31 % de los votos, postulado por el PLD y aliados, derrotando a Hernán Méndez, del PRM, quien intentó nuevamente lograr la posición, con un 48.64 % de los votos.

## Gobierno
La Junta del Distrito Municipal de Barreras es el organismo que gobierna el territorio. Está compuesta por una Dirección (compuesta por el director y la subdirectora) que ejerce las labores de administración y gestión municipal y por una Junta de Vocales compuesta por tres vocales. Al menos desde 2010, Barreras ha estado gobernado por el PRD. En el período 2010-2016 gobernó el PRD en alianza con el PLD, hasta que en 2020 el PLD pasó a gobernar el territorio en alianza con otros partidos, incluyendo el PRD.

### Directores
El director actual es Edybulgo Díaz Méndez (PLD), desde 2016, reelecto en 2020. La subdirectora actual es Milandina Féliz Beltré. Keila Beltré fue subdirectora en el período 2016-2020.
Los demás directores de Barreras en su historia, son:
- Luis Hernán Méndez Vargas (PRD), 2010-2016. Erayda Beltré Beltré, subdirectora (PRD).

### Vocales
Los vocales actuales de la Junta del Distrito Municipal de Barreras son (desde 2020):
1. Rosenny Méndez (PLD)
2. Fernando Beltré Matos (PLD)
3. Alfredo Figuereo Beltré (PRM)

Los demás vocales en la historia de Barreras, son:
2016-2020
1. Romilio Beltré (PRD)
2. Fernando Beltré Matos (PLD)
3. Alfredo Figuereo Beltré (PRM)

2010-2016
1. Miguel Beltré Matos (PLD)
2. Smelin Beltré Beltré (PRD)
3. José Lucía Figuereo (PRD)

### Elecciones municipales
Las autoridades locales son electas por cuatro años, junto con las demás autoridades municipales del país. En Barreras existen cuatro colegios electorales. Dos están ubicados en el Centro Educativo Vidal Figuereo Beltré, en la zona urbana; y los otros dos en la Escuela Primaria Rural, en la zona rural. El nivel de abstención local en las elecciones de 2016 fue de 8.5 % y en las de 2020 subió a un 14.5 %. En 2020, la población apta para votar sumaba 2 072 personas.

## Educación

### Instituciones de Educación Inicial, Básica y Media
- Centro Educativo Vidal Figuereo Beltré, de niveles Inicial, Primario y Secundario, de jornada extendida, que pertenece al Distrito Educativo 03-01 de Azua.[20]

## Vocación turística y playas
Barreras alberga las playas El Uvero y La Caobita. La Caobita tiene potencial turístico, ya que cuenta con rompeolas naturales que resultan de un cordón litoral franjeado por un manglar. La Caobita está ubicada a 4 km del casco urbano. La Carretera a la Playa brinda acceso vial a la misma.

## Economía
La quema de carbón y la pesca son las principales actividades económicas de Barreras .  La Asociación de Pescadores de La Caobita agrupa a los trabajadores de pesca del pueblo.

## Infraestructura y equipamiento

### Arquitectura
En Barreras abundan las casas sin ventanas, circulares tipo bohíos y cerradas con tablas de palma y clavos, aunque existen algunas techadas de cana.

### Vialidad
En dirección este-oeste, a Barreras se llega desde Azua por la Carretera Sánchez (RD-2), luego tomando la Carretera Pueblo Viejo (RD-519) hasta llegar a Los Negros, y desde allí finalmente por la Carretera Barreras-Los Negros, que une a ambas poblaciones a una distancia de 8 km. 
En dirección Norte-Sureste se llega desde San Juan de la Maguana por la Carretera Sánchez, girando a la izquierda en el cruce de Tábara Abajo, hasta llegar al cruce de Sabana Yegua, continuando por la Carretera Pueblo Viejo (RD-519) hasta Los Negros. De allí se toma la Carretera Barreras-Los Negros hasta llegar al pueblo. 
En dirección Suroeste-Sur se llega desde Barahona por la Carretera Enriquillo (RD-44), continuando por la Carretera Sánchez hasta llegar al cruce de Sabana Yegua. Desde allí, se toma la Carretera Pueblo-Viejo hasta Los Negros, para tomar la Carretera Barreras-Los Negros hasta llegar al pueblo.

### Servicios deportivos
Existe un estadio de béisbol para la práctica de niños y jóvenes. El estadio fue inaugurado en julio de 2017.

### Servicios de salud
En Barreras opera el Centro de Atención Primaria Barreras, de primer nivel de atención, que forma parte de la red pública de salud y está adscrito a la Región VI del Sistema Nacional de Salud.